# ماري من خيلدرز
 ماري من خيلدرز  (بالألمانية: Maria von Geldern)‏ كانت زوجة جيمس الثاني وقد بقيت وصية لعرش اسكتلندا من 1460 إلى 1463.